# Wolfgang Jamann

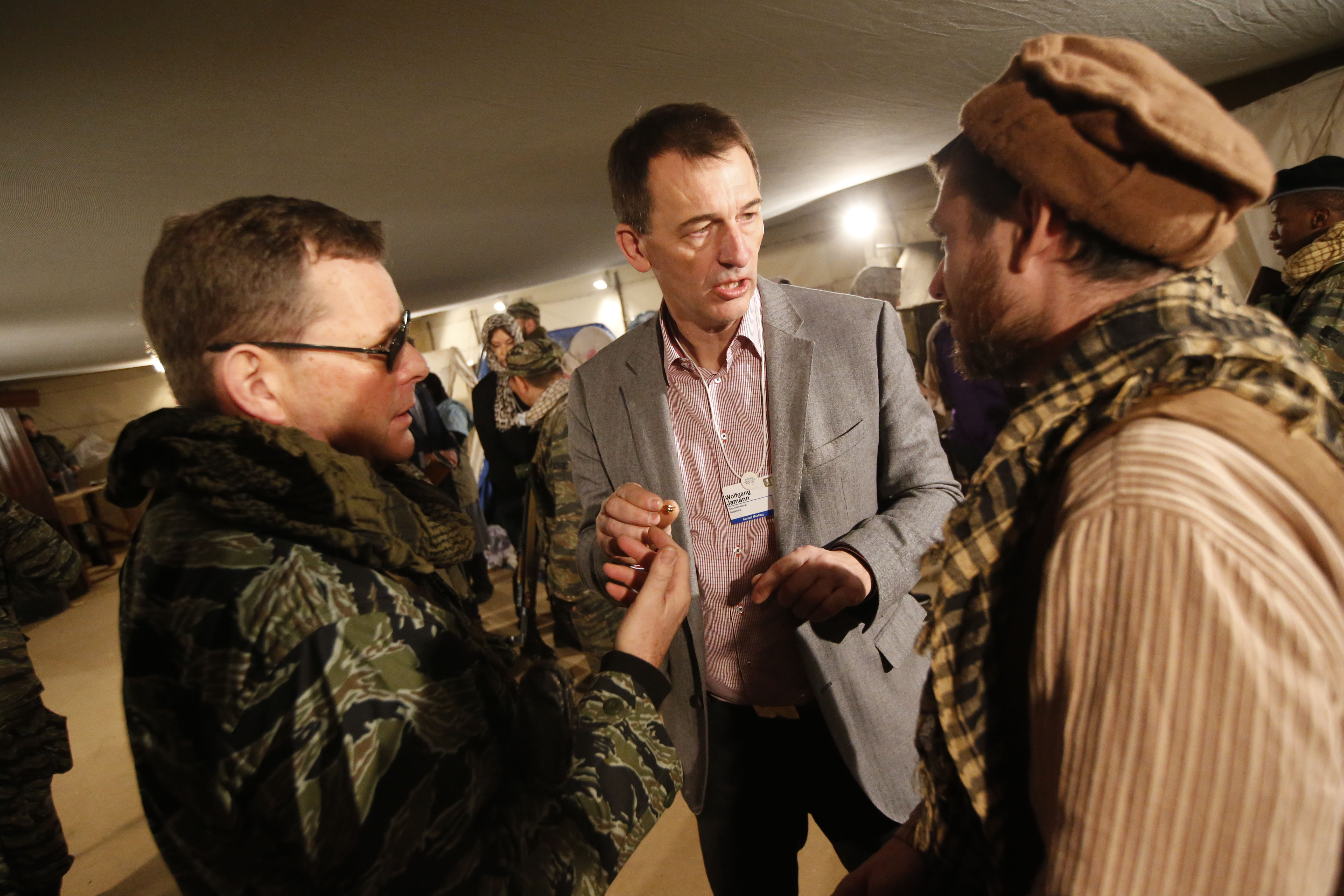
Wolfgang Jamann (Mitte) als Vertreter von CARE International bei einer Veranstaltung, die den Alltag von Flüchtlingen simuliert (2016)

Wolfgang Jamann (* 24. Juni 1960) ist ein deutscher Soziologe und Entwicklungshelfer.

## Werdegang
Jamann studierte Entwicklungssoziologe an der Universität Bielefeld, lernte chinesisch und wurde anschließend in Bielefeld mit einer Arbeit über die gesellschaftliche Entwicklung Südostasiens promoviert.
Ab 1990 arbeitete er bei der Deutschen Stiftung für internationale Entwicklung, später für das Entwicklungsprogramm der Vereinten Nationen in Sambia.
Von 1995 bis 2004 war er Leiter der humanitären Hilfe von World Vision. In dieser Funktion leitete er das Programm von World Vision Sudan, war Regionalrepräsentant für Ostafrika und koordinierte von 1999 bis 2004 die weltweite Katastrophenhilfe von World Vision Deutschland.
Jamann war von 2004 bis 2009 fünf Jahre lang Hauptgeschäftsführer von CARE Deutschland. Gleichzeitig war er Vorsitzender der CARE Stiftung „Hilfe für Menschen in Not“ und von Gemeinsam für Afrika und als Kuratoriumsmitglied für die Hilfsorganisation tätig.
Von 2009 bis 2015 war er Vorstandsvorsitzender und Generalsekretär der Deutschen Welthungerhilfe. 2015 kehrte er zu CARE zurück und arbeitete bis Januar 2018 als Generalsekretär von CARE International in Genf. 
Seit März 2018 ist er Exekutivdirektor des International Civil Society Centre in Berlin.
Er ist im Beirat der Aid by Trade Foundation und der Stiftung Viva con Agua.

## Werke
- mit Kurt Bangert: Schwerpunkt Humanitäre Hilfe. (Memento vom 28. Oktober 2007 im Internet Archive), World Vision 2004
- Chinese traders in Singapore : business practices and organizational dynamics. Saarbrücken : Verl. für Entwicklungspolitik Breitenbach, 1994; Zugl.: Bielefeld, Univ., Diss., 1994, ISBN 3-88156-632-5
- mit Thomas Menkhoff: Singapur und Umgebung. Bielefeld : Rump, 1990, ISBN 3-89416-198-1
- mit Thomas Menkhoff: Auswahlbibliographie zur chinesischen Reform- und Modernisierungspolitik : 1978–1986. Bielefeld : UB, Forschungsschwerpunkt Entwicklungssoziologie 1987
- mit Thomas Menkhoff: „Iron rice bowl“, „Earthen rice bowl“ oder „Paper rice bowl“? : Urbanisierung, Beschäftigungspolitik u. Marginalisierung in d. VR China 1978–1986. Bielefeld : Univ., Forschungsschwerpunkt Entwicklungssoziologie: 1987
- Beiträge zu Do No Harm’ initiative of Mary B. Anderson[12]